# Bouglainval
Bouglainval település Franciaországban, Eure-et-Loir megyében. Lakosainak száma 737 fő (2022. január 1.). Bouglainval Tremblay-les-Villages, Chartainvilliers, Néron és Jouy községekkel határos.

## Népesség
A település népességének változása:
| Lakosok száma | 264  | 565  | 753  | 751  | 756  | 765  | 767  | 752  | 746  | 737  |
|               | 1968 | 1982 | 1990 | 2006 | 2013 | 2015 | 2017 | 2019 | 2020 | 2022 |